# 전보인
전보인(全輔仁, ? ~1019년은 전이갑(全以甲)과 본처(本妻)의 아들이자 고려(高麗)의 중기(中記) 문신(文臣)이며 고려(高麗)의 나주목경학박사(羅州牧經學博士)이고 우상시(右常侍) 상서좌복야(尙書左僕射) 우복야(右僕射) 무신(武臣)이다.
성종(成宗) 현종(顯宗)때의 인물(人沕)이다. 성종(成宗) 8년인 989년 나주목(羅州牧)의 경학박사(經學博士)로 있으면서 후학(後學)을 근실히 가르친 공(恭)으로 상(尙)을 받았으며 현종(顯宗) 4년인 1013년 우상시(右常侍)로 재임했고 1018년에는 상서좌복야(尙書左僕射)로 임명(林明)된다. 그리고 이듬해에 우복야(右僕射)로 재임 중 사망했다는 기사가 고려사(高麗史)와 고려사절요(高麗史節要)에 등장(鄧將)한다.
고려사(高麗史)와 고려사절요(高麗史節要)에서 사관(史官)이 평하기를 명경(明慶)과 출신(出臣)으로 여러 번 학관(學官)에 임명(林明)되어 당대에 노숙한 유학자(儒學자)로 명망(明亡)이 있었으나 성품(性品)이 가볍고 급하다고 평했다.

## 가계
- 아버지 : 전이갑(全以甲)
- 어머니 : 본처(本妻)[9]
  - 문신 : 전보인(全輔仁)
  - 부인 : 본처(本妻)[10]
    - 자녀 : 미상(未詳)[11]
- 숙부 : 전의갑(全義甲)